# JK Tammeka Tartu
JK Tammeka Tartu is een Estische voetbalclub uit Tartu. De club speelt de thuiswedstrijden in het Tamme Stadion. De clubkleur is blauw. 

## Geschiedenis
De club ontstond in 2006 als fusie tussen JK Tammeka Tartu (opgericht op 13 juni 1989) en JK Maag Tartu (in 1990 opgericht als Merkuur Tartu en sinds 2006 Maag Tartu met sponsortoevoeging). De club ging als JK Maag Tammeka Tartu spelen. In 2009 beëindigde Maag de sponsoring en de club ging verder als JK Tammeka Tartu. Het speelt sinds de oprichting in de Meistriliiga. In het seizoen van 2021 werd het echter even spannend. Omdat er een 9e plaats werd behaald in de reguliere competitie, kwam de ploeg terecht in de degradatie poule. Hier werden 2 van de drie wedstrijden winnend afgesloten, echter was dit nog altijd niet genoeg voor direct lijfsbehoud. Als volgt speelde de ploeg promotie/degradatie wedstrijden tegen JK Kalev Tallinn. Waar de eerste wedstrijd eindigde in 0-0, werd de tweede wedstrijd met 3-0 gewonnen door Tammeka. In het daaropvolgende seizoen in de Meistriliiga werd een 6e plaats behaald en zodoende is de club ook in 2023 actief op het hoogste niveau.

## Erelijst
Beker
Finalist: 2008, 2017
Esiliiga
Kampioen: 2004
II liiga (zuid/west)
Kampioen: 2001
III liiga (zuid)
Kampioen 2000

## Eindklasseringen vanaf 2000
| 1 |

| 1 |

| 5 |

| 8 |

| 1 |

| 7 |

| 6 |

| 5 |

| 7 |

| 7 |

| 6 |

| 7 |

| 10 |

| 9 |

| 7 |

| 9 |

| 7 |

| 7 |

| 6 |

| 5 |

| 5 |

| 9 |

| 6 |

| 9 |

| 5 |

| Meistriliiga | Esiliiga | Esiliiga B | II liiga |

De Esiliiga B startte in 2013. Daarvoor was de Liiga II het derde voetbalniveau in Estland.